# بركان هائل

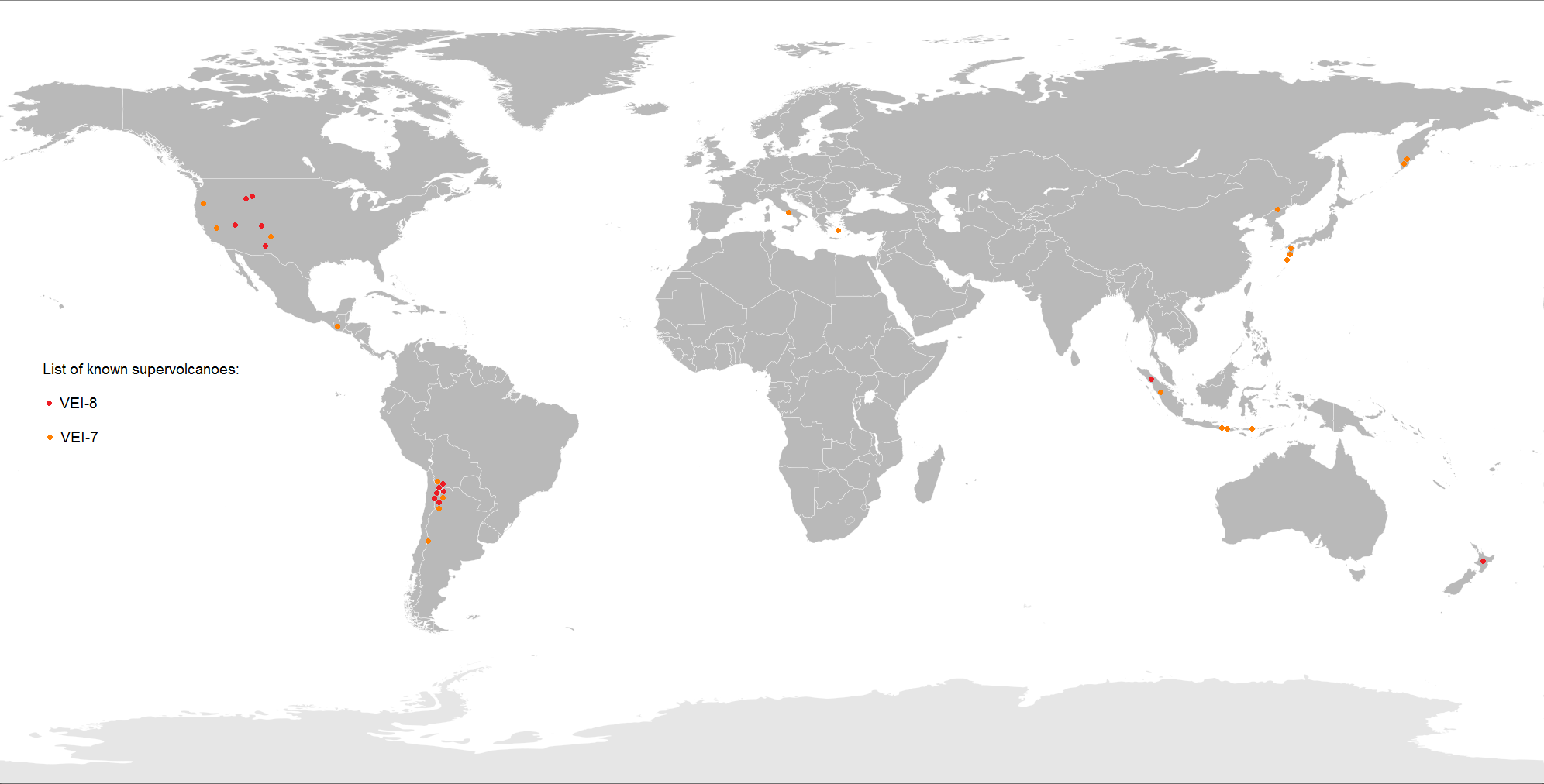
خريطة للبراكين الهائلة المعروفة حول العالم:
مؤشر التفجر البركاني VEI 8
مؤشر التفجر البركاني VEI 7

البركان الهائل هو بركان يمكنه إحداث ثوران بركاني يزيد حجم المقذوفات فيه عن 1000 كم مكعب. وهذا يزيد بآلاف المرات عن الثورات البركانية العادية. ويمكن أن تحدث البراكين الهائلة عندما ترتفع الصهارة في الدثار عبر القشرة الأرضية من خلال نقطة ساخنة ولكن لا يمكن لهذه الصهارة اختراق القشرة الأرضية. ويؤدي الضغط إلى تكوين تجمع كبير من الصهارة المتزايدة حتى ذلك الوقت الذي لا تتمكن فيه القشرة الأرضية من احتواء هذا الضغط. ويمكن لهذه الصهارة أيضًا أن تكون حدودًا سطحية متعرجة (مثل بحيرة توبا) ومواضع نقط ساخنة قارية (مثل كالديرا يلوستون).
نموذج آخر من الثورات لاندلاع كميات كبيرة جدًا من المواد البركانية في الأقاليم النارية الكبرى، التي يمكن أن تغطي مساحات شاسعة من الحمم والرماد البركاني ما يتسبب في تغير مناخي طول الأمد (مثل بدء عصر جليدي قصير أو الاحتباس الحراري) يكفي لـ تهديد الكائنات بالانقراض.

## مصطلحات
يرتبط أصل مصطلح «بركان هائل» بقاعدة بيانات مهمة وضعت في أوائل القرن العشرين حول التاريخ الجيولوجي وميزات شقيقات القمم البركانية الثلاثة في المنطقة البركانية بولاية أوريغون في الولايات المتحدة الأمريكية. في عام 1925، أشار إدوين تي هودج إلى أنه كان يوجد في تلك المنطقة بركان كبير جدًا أطلق عليه اسم جبل مولتنوماه. وكان هودج يؤمن أن هناك عدة قمم في منطقة شقيقات القمم البركانية الثلاثة وهي عبارة عن البقايا المتخلفة عن جبل مولتنوماه والذي تدمر تدميرًا شديدًا بفعل الانفجارات البركانية الهائلة، مثلما حدث مع جبل مازاما. وفي عام 1948 تجاهل عالم البراكين هويل ويليامز في كتابة البراكين القديمة في ولاية أوريغون احتمالية وجود جبل مولتنوماه. ولكن قام عالم براكين آخر اسمه «إف إم بيرز الابن» بمراجعة هذا الكتاب عام 1949. وأشار بيرز في مراجعته إلى جبل مولتنوماه باعتباره بركانًا هائلاً. ورغم اقتراح هودج بأن جبل مولتنوماه عبارة عن بركان هائل كان مرفوضًا لفترة طويل، فقد اشتهر مصطلح «بركان هائل» من خلال البرنامج التليفزيوني لـ الأدبيات العلمية هورازيون الذي قدمته بي بي سي عام 2000 حيث أشار إلى ثورات بركانية تنتج كميات هائلة من المقذوفات.
علماء البراكين وعلماء الجيولوجيا لا يشيرون إلى «البراكين الهائلة» في أعمالهم العلمية، حيث يعدونه مصطلحًا مطاطيًا يمكن أن ينطبق على عدد من الظروف الجيولوجية المختلفة. ولكن بدأ المختصون باستخدام هذا المصطلح منذ عام 2000 عند الحديث إلى الجماهير. ويستخدم مصطلح كالديرا هائلة في بعض الأحيان للإشارة إلى البراكين الهائلة في الكالديرا، مثل مجموعة الكالديرا الهائلة في النهر الأسود في منطقة الحزام الأخضر في أبيتيني على الحدود بين أونتاريو وكيبك في كندا. ويطلق على الثورات التي تبلغ 8 على مؤشر شدة الانفجار البركاني «الثورات الهائلة».